# Yvonne Préveraud
Yvonne Préveraud de Sonneville, née à Bordeaux le 11 juillet 1888 et morte à Cestas (Gironde) le 6 mars 1982, est une artiste peintre, graveuse et illustratrice française.

## Biographie
Marguerite Céline Amédée Latapie-Tronquet est la fille d’Alexandre Latapie-Tronquet (1863-1943), avocat, et de Céline Oliveau (1862-1920), de la famille des Imprimeries Oliveau, établies sur le quai de la Douane à Bordeaux depuis le XVIIIe siècle. Son enfance se passe entre le port de Bordeaux l’hiver et le Bassin d’Arcachon l'été, au Moulleau. Ses parents divorcent en 1897.
Elle est une des premières filles, avec Jeanne Poupelet, à fréquenter l’École des beaux-arts de Bordeaux. Elle suit aussi les cours du paysagiste Paul Antin, chez qui elle rencontre le peintre bordelais Georges Préveraud de Sonneville (1889-1978) qu’elle épouse en avril 1914. À la suite de leur mariage, elle signera ses œuvres du nom d’Yvonne Préveraud ou Préveraud de Sonneville.
Le couple s'installe à Paris, au 17 avenue de Tourville, mais regagne Bordeaux à la déclaration de la guerre. Georges et Yvonne résident de 1914 à 1925 dans une maison familiale du quartier des Chartrons, au 23 rue du Couvent, où ils ont un atelier. Georges est mobilisé en 1914-1915 auprès de la préfecture de la Gironde, puis affecté en novembre 1916 à l'ambulance à Châlons-sur-Marne, et enfin, démobilisé en janvier 1919, il revient à Bordeaux. Lui et Yvonne reçoivent chez eux de nombreux artistes et écrivains.
De 1925 à 1930, Georges et Yvonne s'installent à Martillac, village de Gironde, avec leurs quatre enfants : Colette, l'archéologue Denise de Sonneville-Bordes, Georgette (plus tard épouse Deleau) et Jean.
En 1930, la famille va s'établir près de Paris au 17 avenue du Raincy, à Saint-Maur. Leur fille Colette y meurt de maladie en 1932. De 1933 à 1964, la famille prend un appartement à Courbevoie, rue de l'Alma. C'est également en 1933 que Georges entreprend une carrière de fonctionnaire qu'il terminera en 1959 comme directeur de la Caisse nationale d'allocations familiales des professions intellectuelles. Yvonne continue à peindre jusqu'en 1958, date à laquelle des ennuis de santé la contraignent à l’inactivité. Par solidarité envers Yvonne, que la maladie empêche de peindre, Georges y renoncera lui aussi.
En 1964, le couple revient s'installer dans la banlieue de Bordeaux, à Talence, au 23 rue Jouis. Yvonne décède à Cestas quatre ans après Georges, le 6 mars 1982.

## Postérité
- une allée Yvonne Préveraud à Gradignan lui rend hommage.
- Le musée Georges de Sonneville à Gradignan présente ses œuvres et celles de son mari[6].

## Œuvres
Yvonne Préveraud a pratiqué la gouache, le pastel, l’aquarelle, et plus tardivement la peinture à l’huile. Elle a représenté les filles de joie du quartier interlope de Meriadeck, de nombreux nus féminins, des scènes de bal, de cirque et les quais de Bordeaux. Elle a également peint des décors de théâtre (La Traviata à l’Opéra de Paris en 1926-27), de la porcelaine, et de la miniature sur nacre ou sur ivoire. Par ailleurs elle a réalisé des gravures et illustré des livres, elle a été décoratrice d’intérieur pour des hôtels particuliers à Paris, elle a créé des bijoux pour Llonguet, et elle a réalisé des affiches publicitaires. Elle a été exposée, entre autres :
- chez Grézy et Imberti (Bordeaux, dès 1910)
- au Salon d’Automne d’Art (Bordeaux, de 1910 à 1920)
- chez Marcel Bernheim (Paris, 1913)
- aux Indépendants Bordelais (1928-1938)
- au Musée du Luxembourg (Paris, jusqu’en 1958)
- au Salon des Tuileries (Paris, 1927)
- au Salon des Indépendants (Paris, 1931, et 1953 à 1959)
- au Salon Populiste (Paris, 1946-47, 1950-51-52)
- au Salon d’Automne (Paris, 1948)
- à l’Argent Gallery, pour l'exposition Femmes Graveurs Américaines et Françaises (New York, 1948)
- au Salon du Nu chez Bernheim Jeune (Paris, 1954-1959).

Le Bénézit l'a définie comme "post cubiste", Schurr qualifie certaines de ses oeuvres de "cubisantes".
Ses œuvres sont conservées au Musée de Sonneville, à Gradignan.

## Livres illustrés par Yvonne Préveraud
- Enfantines, de Valery Larbaud (1926).
- Rêveries romantiques, de Jacques de Lacretelle (1927).
- La vie de Disraeli, d'André Maurois (1928).
- La Bonifas, de Jacques de Lacretelle (1929).
- Jack, d'Alphonse Daudet (1929).
- Conseils à la femme nue, de Roger Allard (1930).
- Les faux-monnayeurs, d'André Gide (1930).
- George Sand et le théâtre de Nohant, d’Aurore Sand (1930).
- Correspondance de George Sand et d'Alfred de Musset (1930).
- Au Zanzi des cœurs, comédie en un acte, de René Dalize et Paul-Jean Toulet (1931).
- La ligne Mermoz, Guillaumet, Saint-Exupéry, de Jean-Gérard Fleury (1944).
- Claude, de René Béhaine (1945).
- Autant en emporte le vent, de Margaret Mitchell (1945).